# Laura Mancinelli
Pour les articles homonymes, voir Mancinelli.
Laura Mancinelli (Udine, 18 décembre 1933 - Turin, 7 juillet 2016) est une femme de lettres et universitaire italienne, médiéviste et germaniste, professeur d'université, traductrice et autrice de romans historiques.

## Biographie
Laura Mancinelli est née à Udine en 1933. Après un séjour de quatre ans à Rovereto, où elle a vécu la première enfance, la famille s'installe à Turin en 1937.

### Carrière universitaire et traductions
À l'Université de Turin, où elle rencontre Claudio Magris, elle étudie la littérature allemande avec le professeur Leonello Vincenti (it). Elle est diplômée en 1956 avec une thèse intitulée Conrad Ferdinand Meyer, poeta epico lirico.
Dans les années suivant son doctorat, elle a enseigné au collège, sans renoncer à son intérêt pour la culture allemande médiévale : en 1969, elle publie l'essai La canzone dei Nibelunghi. Problemi e valori.
Au cours des années soixante-dix, elle enseigne la philologie allemande à l'Université de Sassari, puis appelée à Venise par le germaniste Ladislao Mittner (de), en 1976, elle obtient la chaire d'Histoire de la langue allemande à l'Université de Ca' Foscari.
Sur les conseils de Claudio Magris, en 1972, elle révise et traduit de l'original en italien Les Nibelungen, en 1978, Tristan (poème) (de) et en 1989, Grégoire (de) et Le Pauvre Henri (Hartmann von Aue).

### Débuts dans la littérature
Après son retour à Turin comme détentrice de la chaire universitaire de philologie allemande en 1981, Laura Mancinelli fait ses débuts dans la fiction avec Les Douze Abbés de Challant (lauréat du Prix Mondello première œuvre), un roman historique que l'auteur avait commencé à écrire en 1968. Elle publie ensuite Le Fantôme de Mozart en 1986 et Le miracle de saint Odilia en 1989, qui a reçu le Prix Ville de Rome.
Suivront Amadè, histoire du séjour à Turin du jeune Mozart, qui a inspiré la représentation théâtrale de Roberto Tarasco Amadè, ou le génie de l'âge des lumières, produit en 2006 (250e anniversaire de la naissance du compositeur autrichien); La Maison du temps ; Les Yeux de l'Empereur, vainqueur de Prix Rapallo-Carige et en 1994 Les Trois Chevaliers du Graal et Le Prince aux pieds nus.
Au début des années 1990, touchée par la sclérose en plaques, Laura Mancinelli abandonne sa chaire.
À partir de 1994, elle se consacre entièrement à l'écriture de plus d'une quinzaine d'œuvres. En 1999, au Piccolo Regio de Turin, est mis en scène le spectacle Nuit avec Mozart (publié en 1991).
En 2002, elle publie Biglietto d'amore et son autobiographie, Andante con tenerezza (2002), lauréate de l'édition 2003 du Prix Via Po, et Le Billet de l'amour.
En 2011, elle publie le roman Deux histoires d'amour, une libre interprétation de l'histoire de deux célèbres couples d'amoureux, Crimilde et Siegfried, Tristan et Isolde.

### Romans policiers
En 1997, sort Le Mystère du fauteuil roulant, le premier roman de la série populaire des romans policiers humoristiques narrant les enquêtes du capitaine de police Florindo Flores. Cette série vaut à l'auteur le Prix Cesare Pavese (it).
En 1999, paraît Attentat contre le Saint Suaire, (Einaudi) - après l'incendie de la chapelle du Saint-Suaire de la cathédrale de Turin de l'architecte Guarino Guarini.
Avec Les Fantômes de Challant, Le Monsieur Zéro et le Manuscrit médiéval et Les Lunettes de Cavour, l'écrivain poursuit les aventures du capitaine Flores.
Plusieurs de ses romans ont été traduits en anglais, allemand, espagnol, portugais, polonais et russe.

### Mort
Au début des années 1990, touchée par la sclérose en plaques, Laura Mancinelli abandonne sa chaire. Elle meurt à Turin, le 7 juillet 2016, de complications dues à sa maladie.
Les funérailles civiles ont eu lieu le 11 juillet 2016 au cimetière monumental de Turin ; ses restes, après avoir été incinérés, sont enterrés à Exilles dans le Val de Suse, où l'écrivain avait situé un de ses romans, La lunga notte di Exilles.

## Œuvres traduites en français
- Les Douze Abbés de Challant, Buchet/Chastel, 2006 ((it) I dodici abati di Challant, 1981)

Prix Mondello 1981
- Le Fantôme de Mozart, Solin, 1989 ((it) Il fantasma di Mozart, 1986)[10]
- Amadé, Éditions Climats, 1991 ((it) Amadé, 1990)
- Le Prince aux pieds nus, Buchet/Chastel, 2007 ((it) Il principe scalzo, 1999)
- Attentat contre le Saint Suaire, La fosse aux ours, 2001 ((it) Attentato alla Sindone, 2000)

### Série policièreCapitaine Flores
- (it) I casi del capitano Flores. Il mistero della sedia a rotelle, Einaudi, 1997 - Prix Cesare Pavese (it), 1997
- (it) I casi del capitano Flores. Killer presunto, Turin, 1998
- (it) I casi del capitano Flores. Persecuzione infernale, Turin, 1999
- (it) I fantasmi di Challant, Turin, 2004
- (it) Il «Signor Zero» e il manoscritto medievale, Turin, 2006
- (it) Gli occhiali di Cavour, Turin, 2009

## Essais littéraires
- (it) La canzone dei Nibelunghi. Problemi e valori, Giappichelli, 1969.
- (it) Il messaggio razionale dell'avanguardia, Einaudi, 1978.
- (it) Da Carlo Magno a Lutero. La letteratura tedesca medievale, Bollati Boringhieri, 1996 (Voir l'article De Charlemagne à Luther. La littérature allemande médiévale).

## Traductions et monographies
- (it) I Nibelunghi, Einaudi, Turin, 1972  (ISBN 9788806236618).
- (it) Gottfried von Straßburg, Tristano, Einaudi, Turin, 1978  (ISBN 9788806136161).
- (it) Heimito von Doderer, I demoni. Dalla cronaca del caposezione Geyrenhoff, Einaudi, Turin, 1979.
- (it) Hartmann von Aue, Gregorio e Il povero Enrico, Einaudi, Turin, 1989.
- (it) Konrad Bayer, La testa di Vitus Bering, Edizioni dell'orso, Alexandrie, 1993.

## Édition de texte
- (it) Wolfram von Eschenbach, Parsifal, Einaudi, Turin, 1985  (ISBN 9788806131777).

## Prix
- En 1981 : Prix Mondello première œuvre pour le roman Les Douze Abbés de Challant[11]
- En 1989 : Prix Ville de Rome pour le roman Le Miracle de Saint Odilia[12]
- En 1994 : Prix Rapallo-Carige pour le roman Les Yeux de l'Empereur[5].
- En 1997 : Prix Cesare Pavese pour Le Mystère du fauteuil roulant[13],[14].
- En 2003 : Prix Via Po pour le roman autobiographique Aller avec de la tendresse[15].
- En 2008 : Premio alla Carriera[16].

## Décoration
- Grand officier de l'Ordre du Mérite de la République italienne, 2005[17].